# Patheka
Patheka (nep. पाथेका) – gaun wikas samiti we wschodniej części Nepalu w strefie Sagarmatha w dystrykcie Khotang. Według nepalskiego spisu powszechnego z 2001 roku liczył on 790 gospodarstw domowych i 4374 mieszkańców (2251 kobiet i 2123 mężczyzn).